# Серфсайд (Флорида)
Серфсайд (англ. Surfside) — місто (англ. town) в США, в окрузі Маямі-Дейд штату Флорида. Населення — 5689 осіб (2020).

## Географія
Серфсайд розташований за координатами 25°52′44″ пн. ш. 80°7′24″ зх. д. / 25.87889° пн. ш. 80.12333° зх. д. (25.878892, -80.123341).  За даними Бюро перепису населення США, 2010 року місто мало площу 2,42 км², з яких 1,48 км² — суходіл та 0,95 км² — водойми. 2017 року площа становила 1,46 км², з яких 1,44 км² — суходіл та 0,02 км² — водойми.

## Демографія
Згідно з переписом 2010 року, у місті мешкали 5744 особи в 2609 домогосподарствах у складі 1521 родини. Густота населення становила 2369 осіб/км².  Було 3890 помешкань (1605/км²).
Расовий склад населення:
| - 94,6 % — білих - 1,3 % — чорних або афроамериканців - 1,3 % — азіатів - 0,1 % — корінних американців - 1,0 % — осіб інших рас |

До двох чи більше рас належало 1,7 %. Частка іспанськомовних становила 46,5 % від усіх жителів.
За віковим діапазоном населення розподілялося таким чином: 18,7 % — особи молодші 18 років, 56,1 % — особи у віці 18—64 років, 25,2 % — особи у віці 65 років та старші. Медіана віку мешканця становила 46,0 року. На 100 осіб жіночої статі у місті припадало 89,0 чоловіків;  на 100 жінок у віці від 18 років та старших — 88,8 чоловіків також старших 18 років.
Середній дохід на одне домашнє господарство  становив 123 378 доларів США (медіана — 78 443), а середній дохід на одну сім'ю — 145 446 доларів (медіана — 84 478). Медіана доходів становила 65 990 доларів для чоловіків та 63 155 доларів для жінок. За межею бідності перебувало 4,8 % осіб, у тому числі 4,3 % дітей у віці до 18 років та 5,2 % осіб у віці 65 років та старших.
Цивільне працевлаштоване населення становило 2583 особи. Основні галузі зайнятості: освіта, охорона здоров'я та соціальна допомога — 21,4 %, науковці, спеціалісти, менеджери — 19,5 %, фінанси, страхування та нерухомість — 11,3 %, мистецтво, розваги та відпочинок — 10,7 %.

## Техногенні катастрофи
Уночі 24 червня 2021 року сталося обвалення житлового будинку в Сарфсайді. В результаті часткового обвалення дванадцятиповерхового житлового будинку загинули 22 осіб, 126 пропали без вісті .